# Henrique Dias
Pour les articles homonymes, voir Dias.
Henrique Dias, né au début du XVIIe siècle dans la capitainerie de Pernambouc (Brésil colonial) et mort le 8 juin 1662, est un militaire et chef de milice portugais. Fils d'esclaves affranchis, les historiens ne s'accordent pas sur la question de savoir s'il est né libre ou captif.
Il est l'un des héros de la bataille des Guararapes, épisode décisif de l'insurrection du Pernambouc (l'expulsion des Néerlandais du nord-est du Brésil).

## Biographie
Dias dirige un régiment militaire composé d'esclaves et d'affranchis et est connu sous le nom de « gouverneur des Noirs » en 1636. Il défend les colonies portugaises contre les invasions néerlandaises au Brésil et joue un rôle important dans les première et deuxième batailles des Guararapes,, dans la défense de Salvador, à Bahia, et dans la restauration du contrôle portugais sur le Pernambouc. Il participe à de nombreuses batailles, se distinguant par sa bravoure lors des batailles d'Igarassu, où il est blessé à deux reprises ; il participe également à la reconquête de Goiana et, fait notoire, à Porto Calvo en 1637, où il a la main gauche arrachée par un tir d'arquebuse. Sans abandonner le combat, il décide de remporter la victoire à cette occasion. Son acte de bravoure lui vaut d'être reconnu :

« En son honneur, jusqu'à l'indépendance, les bataillons brésiliens composés de soldats noirs étaient appelés « Henrique Dias » ou « dos Henriques ». »

En 1639, le titre de Dias est élargi à celui de « gouverneur de tous les Créoles, Noirs et Mulâtres »,,.
Dias se rend au Portugal et demande à la Couronne d'accéder à ses demandes. Il demande que les Noirs asservis qui ont servi avec lui soient libérés et qu'ils aient « tous les droits et privilèges des unités blanches », qu'ils soient indemnisés pour leurs efforts et qu'ils soient autorisés à servir aussi longtemps qu'ils le souhaitent.
Henrique Dias meurt à Recife le 8 juin 1662.

## Reconnaissance

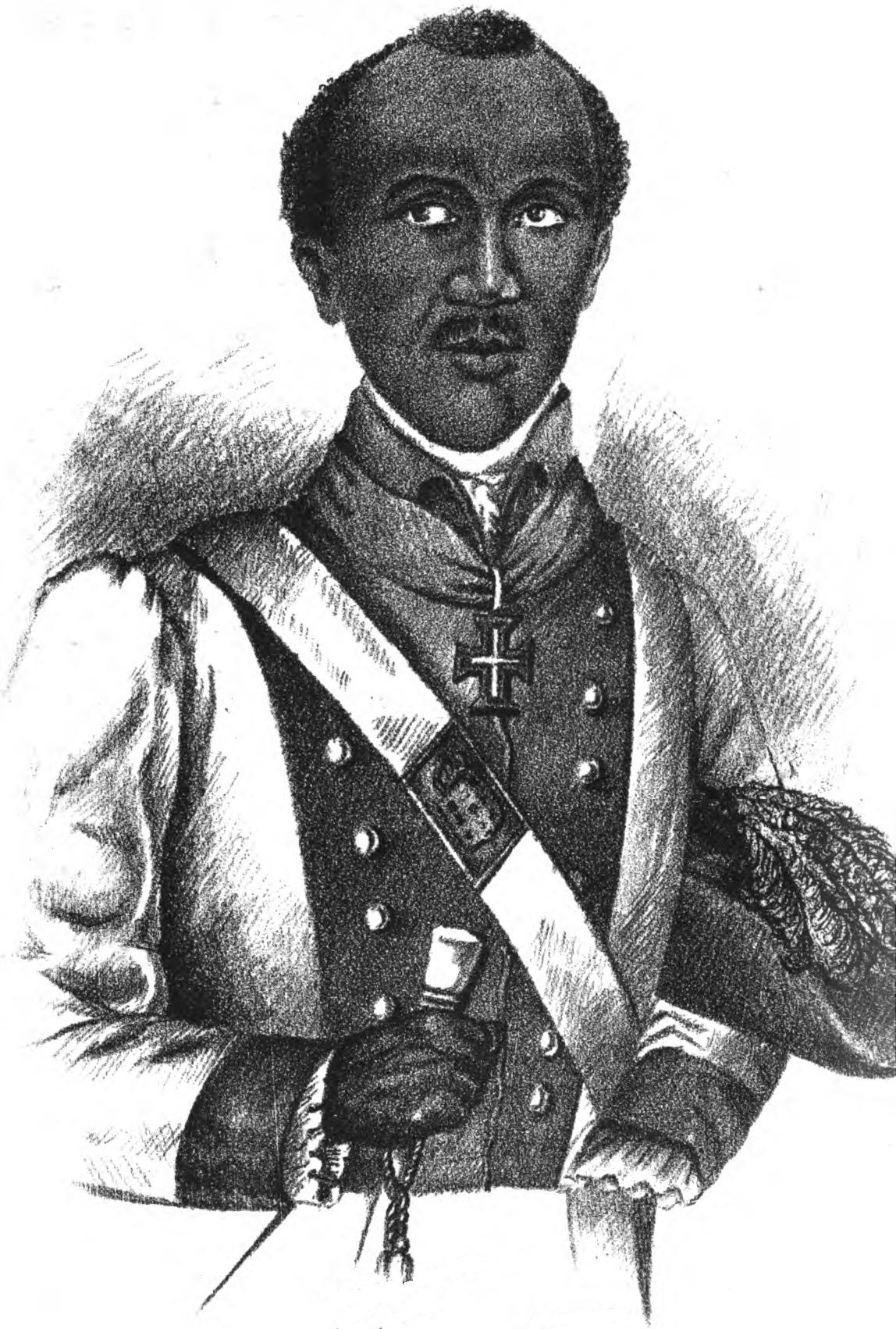
Anonyme, Henrique Dias, paru dans la revue Revista do Instituto Archeológico e Geográphico Pernambucano (1871).

La question de savoir si Dias a reçu le statut de noblesse au Brésil est débattue. Certains pensent que Dias a reçu le titre de chevalier de l'Ordre du Christ, tandis que d'autres soutiennent que Dias n'a jamais reçu ce titre et qu'il a demandé que le titre de chevalier soit accordé aux hommes qui épouseraient ses filles. Son gendre Pedro de Val hérite des titres de Henrique Dias, dont la Commenda de Soure et le titre de chevalier de l'Ordre du Christ. Son autre fille, Benta Henriques, épousa le capitaine du Tercio des Noirs et des Mulâtres, Amaro Cardigo, qui était également noir. Cardigo demande à la couronne d'être nommé chevalier de l'Ordre de Santiago, qui avait été promis par Louise-Françoise de Guzmán aux gendres de Henrique Dias. Cette demande est rejetée par l'Ordre après trois appels,.
Pour son dévouement, son courage et ses qualités de dirigeant, il a été choisi en 1992 comme parrain du 28e bataillon d'infanterie blindée (28e BIB), aujourd'hui 28e bataillon d'infanterie légère (28e BIL), situé à Campinas.
La loi n° 12.701 du 6 août 2012, en reconnaissance de son importance dans l'histoire du pays, a décidé que le nom d'Henrique Dias serait inscrit dans le Livre des héros de la patrie (Livro de Heróis da Pátria, également connu sous le nom de « Livre d'acier » : « Livro de Aço »), déposé au Panthéon Tancredo Neves de la Patrie et de la Liberté (pt), un cénotaphe qui rend hommage aux héros nationaux situé sur la place des Trois-Pouvoirs à Brasilia.